# Anna Jakubczak
Anna Jakubczak (* 2. Februar 1973 in Zamość) ist eine polnische Mittelstreckenläuferin.
2000 belegte sie im 1500-Meter-Lauf bei den Olympischen Spielen in Sydney den sechsten und 2004 bei den Spielen in Athen den siebten Platz. Zuvor war sie bei Vierte der Europameisterschaften 1998 in Budapest und Siebte der Weltmeisterschaften 1999 in Sevilla geworden. Bei den Leichtathletik-Weltmeisterschaften 2005 in Helsinki wurde sie nochmals Siebte. Ihre persönliche Bestzeit über 1500 m erzielte sie mit 4:00,15 min im Finale der Olympischen Spiele 2004 von Athen.
Anna Jakubczak hat bei einer Größe von 1,66 m ein Wettkampfgewicht von 53 kg.